# 油そば

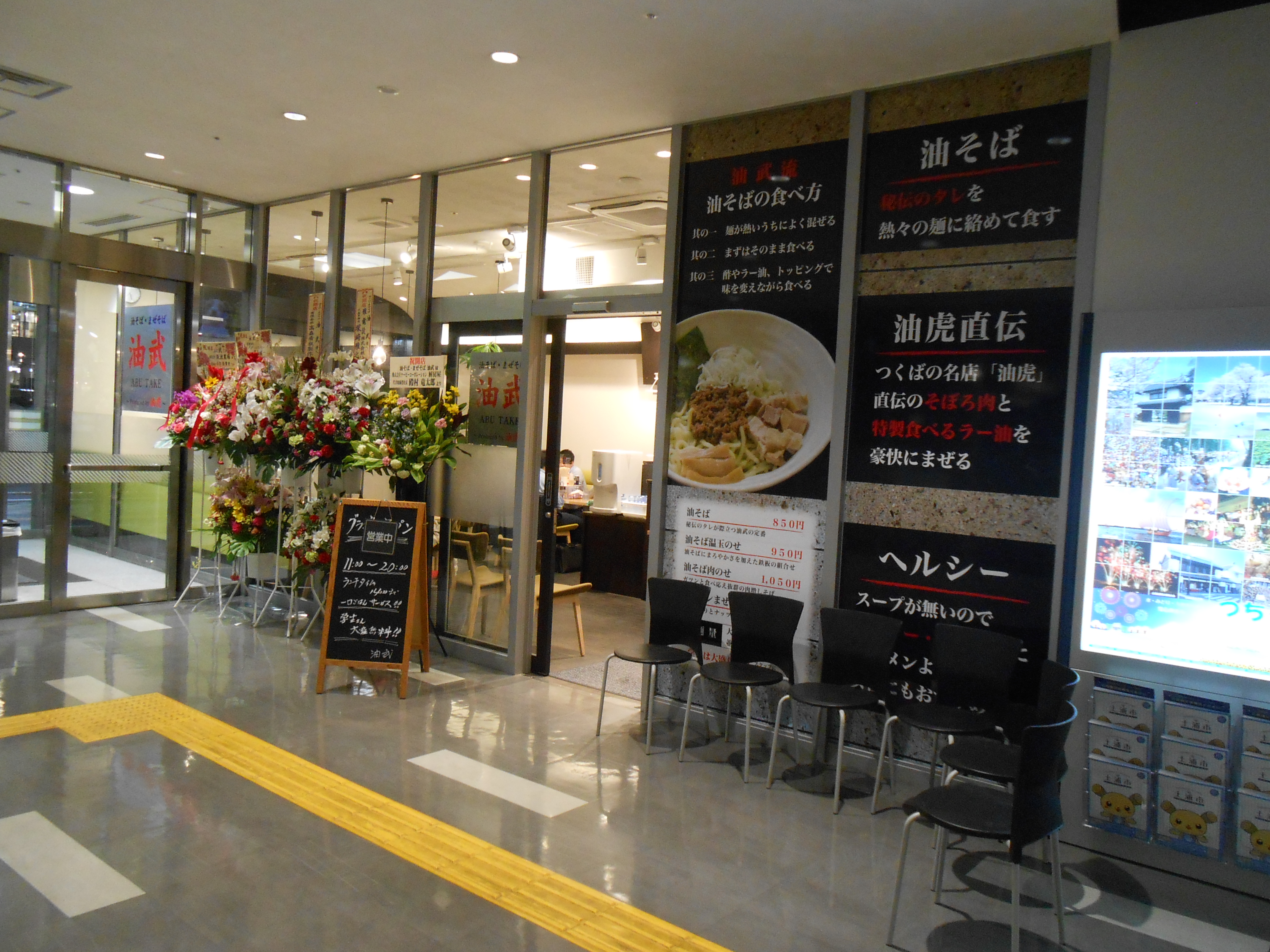
油そば専門の飲食店の例。茨城県土浦市大和町のウララビルに所在の「油武（あぶたけ）」。入り口脇には「油武流」として「油そばの食べ方」が記されている。

油そば（あぶらそば）は、麺料理の一種。スープのないラーメンによく似た食べ物である。
どんぶりの底に入ったごま油や、醤油ベースのタレに、ラー油、酢などの調味料を好みでかけ、麺に絡めて食べる。代表的な具は温泉玉子、刻み海苔、メンマ、チャーシュー、ネギなどである。背脂やチーズ、マヨネーズ、天かす、ベビースターラーメンなどを具に入れている店もある。店によっては油そばではなく、「もんじゃそば」、「まぜそば」、「手抜きそば」、「あぶらーめん」などと称することがあり、単純に「汁なしラーメン」ともいわれる。

## 歴史
起源に関しては、1952年（昭和27年）に創業した国立市の一橋大学そばの「三幸」が、のびたラーメンをヒントに昭和30年代前半頃から酒の肴として提供を開始したとする説や、同じく昭和30年代に武蔵野市境の亜細亜大学そばの「珍々亭」が中国の拌麺（zh:拌麵）をヒントに油そばを発売したという説の両説がある。いずれにしても、東京都武蔵野地区から他地域に広がっていった。その後、1996年（平成8年）ごろから流行し、1997年の読売新聞では「今年ヒットした話題の商品」の13位にランクインしている。2002年（平成14年）には、明星食品から武蔵野市吉祥寺「ぶぶか」の油そばの即席麺が商品化されている。

### 学生と油そば
比較的安価、ボリュームがあるなどの理由から学生に支持され繁盛していったという。グレート義太夫によれば亜細亜大学入学後、先輩に「通過儀礼」だと言われ、油そばを提供する店に連れていかれ、最初はおいしくないと思ったものの、何度か通ううちにはまったという。「珍々亭」では麺、スープなどを通信販売しているが多くは亜細亜大学のOBからの注文であるという。一部の学生食堂の名物メニューとなっている場合もある。

## 参考画像

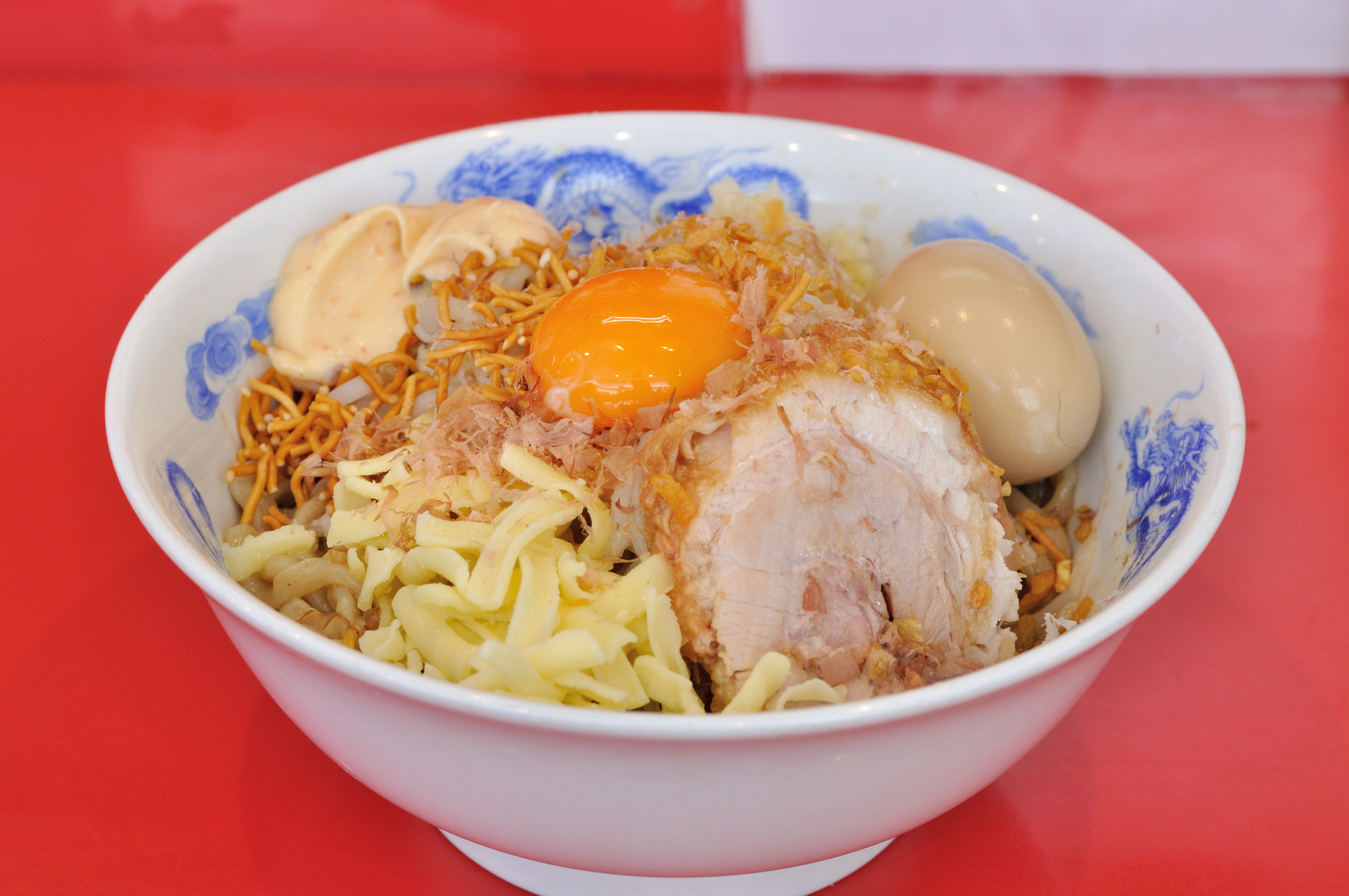
ジャンクガレッジ系列店などで提供されるタイプのまぜそば
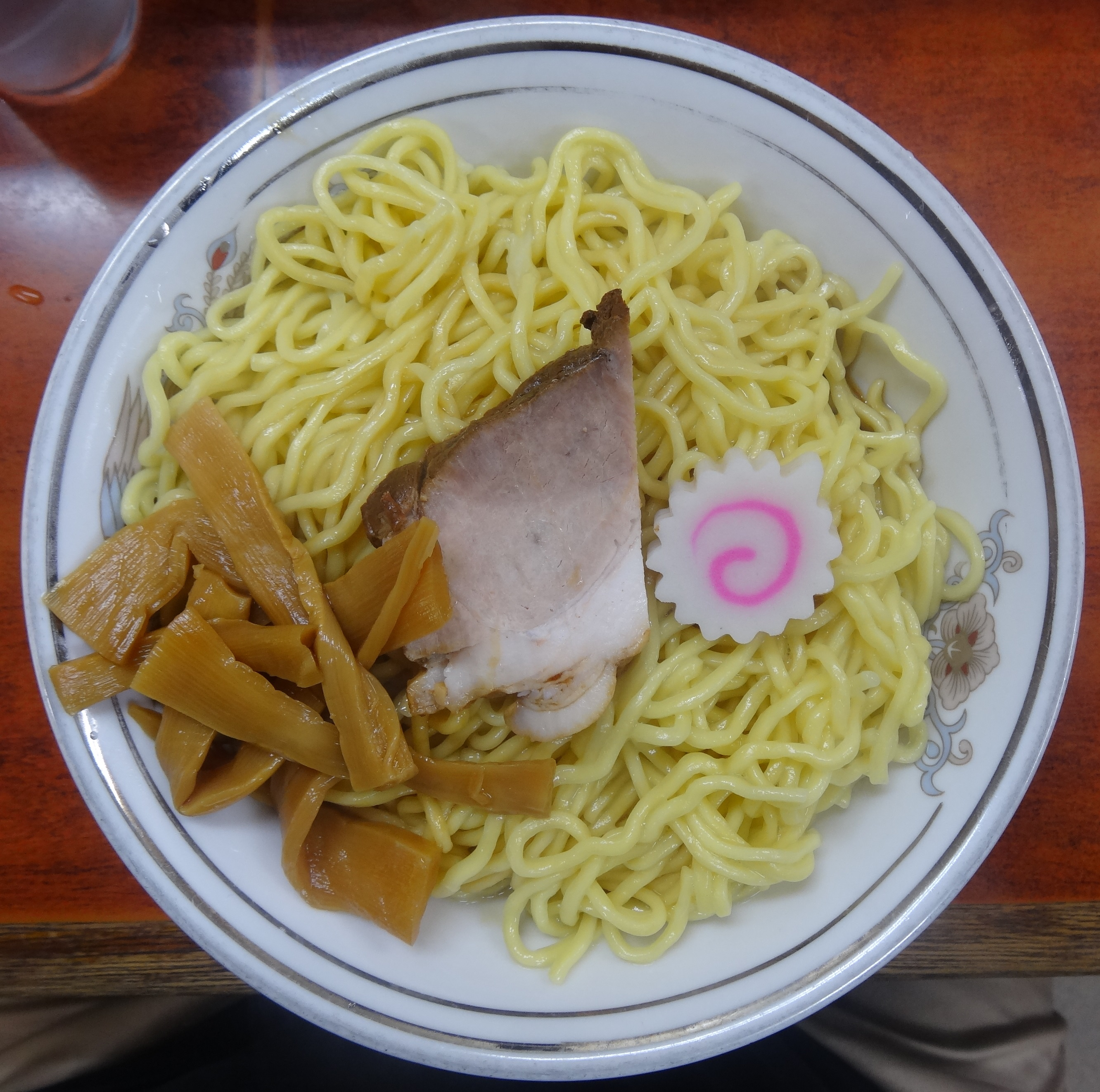
珍々亭で提供されるタイプの油そば